# Acanthurus coeruleus
O cirurgião-azul ou barbeiro (Acanthurus coeruleus) é uma das 75 espécies de acanturídeos, que se caracterizam por dois espigões de cada lado da barbatana caudal.
Este peixe muda de coloração ao longo de sua vida. No período inicial o seu corpo é amarelo. Conforme a adolescência chega o amarelo se mescla com azul, que pode surgir a partir das nadadeiras ou em pontos dispersos no próprio corpo. No período intermediário o corpo já se encontra todo azul ou acinzentado e apenas a cauda permanece amarela. Na fase adulta o cirurgião-azul muda para um azul escuro uniforme.
Encontra-se no Atlântico ocidental, de Nova Iorque e das Bermudas até ao Golfo do México e Sul do Brasil. Mais a oriente, pode encontrar-se na ilha de Ascensão. Vivem em habitats recifais de baixa profundidade, de dois a 40 m, onde se refugiam em buracos.
O Cirugião atinge um comprimento máximo de 35 centímetros. Possui um espinho próximo à nadadeira caudal que geralmente fica alojado dentro de uma bainha e é levantado se o animal se sente ameaçado, ficando num ângulo reto em relação ao corpo. É um nectônico costeiro de águas rasas, vivendo em fundos coralinos, rochosos e/ou arenosos. É encontrado solitário ou em pequenas a grandes agregações. Gosta de nadar mais próximo ao fundo e é um peixe diurno, frequentemente visto na companhia de peixes barbeiros. Alimenta-se principalmente de algas que raspa do substrato ou que engole junto com a areia.